# Roswitha Völz
Roswitha Völz, née Roswitha Karwath, est une actrice allemande, connue pour Ödipussi (de) (1988), et également en tant que danseuse et chorégraphe. Elle a été mariée à Wolfgang Völz depuis le 22 décembre 1955. Ils ont deux enfants, Rebecca Völz et Benjamin Völz,.

## Biographie
Roswitha Völz est notamment connue pour avoir été l'auteure de la chorégraphie psychédélique et futuriste de la série télévisée de science-fiction allemande "Raumpatrouille Orion" (Commando spatial - La Fantastique Aventure du vaisseau Orion, diffusée en France du 13 mars au 8 mai 1967 sur la première chaîne de l'ORTF, puis sur Sci-Fi et Ciné Cinéma Classic.), la célèbre danse, le Galyxo,.